# Casasia acunae
Casasia acunae là một loài thực vật có hoa trong họ Thiến thảo. Loài này được M.Fernández Zeq. & A.Borhidi mô tả khoa học đầu tiên năm 1982.